# Wilber Morris
Wilber Morris, eigentlich Wilbur Morris, (* 27. November 1937 in Los Angeles, Kalifornien; † 8. August 2002 in Livingston, New Jersey) war ein US-amerikanischer Jazzbassist und Bandleader.  
Morris spielte als Kind Schlagzeug. 1954 ging er zur US-Luftwaffe, wo er bis 1962 blieb und zum Kontrabass wechselte. In dieser Zeit spielte er in San Francisco mit Musikern wie Pharoah Sanders oder Sonny Simmons. Anschließend kehrte er in seine Geburtsstadt zurück, wo er mit Horace Tapscott und Arthur Blythe arbeitete. 1978 zog er nach New York, wo er bei Billy Bang und David Murray spielte (insbesondere in dessen Oktett). In seinem eigenen Trio spielten Dennis Charles und Saxophonist Charles Tyler (an dessen Stelle später David Murray trat). 1983 entstand auf dem DIW-Label das Album „Wilber Force“. Später arbeitete er mit Joe McPhee, Charles Gayle, Butch Morris, John Fischer, Theo Jörgensmann, Alfred Harth, Claude Lawrence, William Parker, Alan Silva, Burton Greene und Rashied Ali. Im Jahr 2000 veröffentlichte er noch das Duo-Album „Drum String Thing“ mit dem Schlagzeuger Reggie Nicholson auf dem CIMP-Label. 1996 gründete er das BMC-Trio zusammen mit Thomas Borgmann und Dennis Charles. 1998, nach dem Tod von Charles wurde daraus das BMN-Trio mit Reggie Nicholson am Schlagzeug. Das BMC/BMN-Trio hat insgesamt sechs CDs, eine LP und zwei Doppel-LPs eingespielt. 
Morris hinterließ seine Frau Nanae und drei Kinder. Sein jüngerer Bruder war der Musiker Butch Morris.